# Kazachs voetbalelftal in 2004
Het Kazachs voetbalelftal speelde in totaal acht interlands in het jaar 2004, waaronder vier duels in de kwalificatiereeks voor het WK voetbal 2006 in Duitsland. De ploeg stond voor het tweede opeenvolgende jaar onder leiding van de Russische bondscoach Leonid Pakhomov. Hij moest halverwege het jaar plaatsmaken voor Sergey Timofeev. Op de in 1993 geïntroduceerde FIFA-wereldranglijst zakte Kazachstan in 2004 van de 135ste (januari 2004) naar de 147ste plaats (december 2004). Kazachstan was in 2002 overgestapt van de Aziatische voetbalbond (AFC) naar de Europese voetbalbond (UEFA).

## Balans
| Wedstrijden | Wedstrijden | Wedstrijden | Wedstrijden | Doelpunten | Doelpunten | Doelpunten | Punten |
| Gespeeld    | Winst       | Gelijk      | Verlies     | Voor       | Tegen      | Saldo      | Punten |
| ----------- | ----------- | ----------- | ----------- | ---------- | ---------- | ---------- | ------ |
| 8           | 0           | 1           | 7           | 9          | 21         | –12        | 0.125  |

## Interlands
|                                                       |                    |       |                                                       |                                                                                                   |
| 18 februari Vriendschappelijk № 63 «onderlinge duels» | Kazachstan         | 1 – 3 | Letland                                               | Antonis Papadopoulos Stadion, Larnaca Toeschouwers: 151 Scheidsrechter: Kostas Konstantinou (CYP) |
| 18 februari Vriendschappelijk № 63 «onderlinge duels» | Yuriy Aksyonov 23' |       | 40' Marian Pahars 45' Juris Laizāns 56' Juris Laizāns | Antonis Papadopoulos Stadion, Larnaca Toeschouwers: 151 Scheidsrechter: Kostas Konstantinou (CYP) |

|                                                       |                                                               |       |                                                                          |                                                                                      |
| 19 februari Vriendschappelijk № 64 «onderlinge duels» | Armenië                                                       | 3 – 3 | Kazachstan                                                               | Pafiako Stadion, Paphos Toeschouwers: 100 Scheidsrechter: Panayiotis Gerasimou (CYP) |
| 19 februari Vriendschappelijk № 64 «onderlinge duels» | Galust Petrosyan 52' Artavazd Karamyan 72' Arman Karamyan 82' |       | 52' Nurbol Zhumaskaliyev 75' Nurbol Zhumaskaliyev 76' Andrey Finonchenko | Pafiako Stadion, Paphos Toeschouwers: 100 Scheidsrechter: Panayiotis Gerasimou (CYP) |

|                                                       |                                         |       |                    |                                                                                        |
| 21 februari Vriendschappelijk № 65 «onderlinge duels» | Cyprus                                  | 2 – 1 | Kazachstan         | Tsirion Athletic Center, Limassol Toeschouwers: 300 Scheidsrechter: Roman Lajuks (LAT) |
| 21 februari Vriendschappelijk № 65 «onderlinge duels» | Kostas Haralambidis 2' Hrysis Mihail 9' |       | 70' Roman Oezdenov | Tsirion Athletic Center, Limassol Toeschouwers: 300 Scheidsrechter: Roman Lajuks (LAT) |

|                                                    |                                          |       |                                                      |                                                                                        |
| 28 april Vriendschappelijk № 66 «onderlinge duels» | Kazachstan                               | 2 – 3 | Azerbeidzjan                                         | Zentral Stadion, Almaty Toeschouwers: 20.000 Scheidsrechter: Kadyrbek Chynybekov (KGZ) |
| 28 april Vriendschappelijk № 66 «onderlinge duels» | Andrey Karpovich 56' Yevgeniy Lunyov 80' |       | 33' Nadyr Nabiev 60' Emin Guliyev 85' Rashad Sadygov | Zentral Stadion, Almaty Toeschouwers: 20.000 Scheidsrechter: Kadyrbek Chynybekov (KGZ) |

|                                                               |                      |       |                                      |                                                                                  |
| 8 september WK-kwalificatie № 67 «onderlinge duels» 18:00 uur | Kazachstan           | 1 – 2 | Oekraïne                             | Zentral Stadion, Almaty Toeschouwers: 23.000 Scheidsrechter: Pedro Proença (POR) |
| 8 september WK-kwalificatie № 67 «onderlinge duels» 18:00 uur | Andrei Karpovich 34' |       | 14' Oleksiy Byelik 90' Roeslan Rotan | Zentral Stadion, Almaty Toeschouwers: 23.000 Scheidsrechter: Pedro Proença (POR) |

|                                                             |                                                                            |       |            |                                                                                               |
| 9 oktober WK-kwalificatie № 68 «onderlinge duels» 20:00 uur | Turkije                                                                    | 4 – 0 | Kazachstan | Şükrü Saracoğlu Stadion, Istanboel Toeschouwers: 39.900 Scheidsrechter: Vladimír Hriňák (SVK) |
| 9 oktober WK-kwalificatie № 68 «onderlinge duels» 20:00 uur | Gökdeniz Karadeniz 17' Nihat Kahveci 50' Fatih Tekke 90' Fatih Tekke 90+3' |       |            | Şükrü Saracoğlu Stadion, Istanboel Toeschouwers: 39.900 Scheidsrechter: Vladimír Hriňák (SVK) |

|                                                              |            |                 |         |                                                                                   |
| 13 oktober WK-kwalificatie № 69 «onderlinge duels» 20:00 uur | Kazachstan | 0 – 1           | Albanië | Zentral Stadion, Almaty Toeschouwers: 12.300 Scheidsrechter: Fritz Stuchlik (AUT) |
| 13 oktober WK-kwalificatie № 69 «onderlinge duels» 20:00 uur |            | 61' Alban Bushi |         | Zentral Stadion, Almaty Toeschouwers: 12.300 Scheidsrechter: Fritz Stuchlik (AUT) |

|                                                               |                                                                      |       |                     |                                                                                             |
| 17 november WK-kwalificatie № 70 «onderlinge duels» 21:30 uur | Griekenland                                                          | 3 – 1 | Kazachstan          | Karaiskakis Stadion, Piraeus Toeschouwers: 31.838 Scheidsrechter: Kostadin Kostadinov (BUL) |
| 17 november WK-kwalificatie № 70 «onderlinge duels» 21:30 uur | Angelos Charisteas 24' Angelos Charisteas 46' Kostas Katsouranis 85' |       | 88' Roeslan Baltiev | Karaiskakis Stadion, Piraeus Toeschouwers: 31.838 Scheidsrechter: Kostadin Kostadinov (BUL) |

## FIFA-wereldranglijst
| JAN | FEB | MAR | APR | MEI | JUN | JUL | AUG | SEP | OKT | NOV | DEC |
| --- | --- | --- | --- | --- | --- | --- | --- | --- | --- | --- | --- |
| 135 | 135 | 136 | 136 | 136 | 140 | 144 | 144 | 145 | 145 | 147 | 147 |

## Statistieken
| Yuriy Novikov         | 1972-05-19 | Irtysh Pavlodar        | 5 | 1 | 0 | 19 | 0 |
| Sergey Boichenko      | 1977-09-27 | Kairat Almaty          | 2 | 1 | 0 |    |   |
| Andrey Morev          | 1973-10-03 | Ekibastuzets Ekibastuz | 1 | 1 | 0 |    |   |
| Verdediging           |            |                        |   |   |   |    |   |
| Samat Smakov          | 1978-12-08 | Kairat Almaty          | 7 | 1 | 0 |    |   |
| Renat Dubinskiy       | 1979-05-06 | Sjinnik Jaroslavl      | 6 | 0 | 0 |    |   |
| Farkhadbek Irismetov  | 1981-08-10 | Irtysh Pavlodar        | 5 | 0 | 0 |    |   |
| Dmitriy Lyapkin       | 1976-09-16 | FK Khimki              | 5 | 0 | 0 |    |   |
| Igor Avdeev           | 1973-01-10 | Zhenis Astana          | 3 | 1 | 1 |    |   |
| Oleg Musin            | 1975-01-12 | Kairat Almaty          | 3 | 1 | 0 |    |   |
| Aleksandr Familtsev   | 1975-08-03 | Tom Tomsk              | 3 | 0 | 0 |    |   |
| Vitaliy Artemov       | 1979-02-16 | Kairat Almaty          | 2 | 0 | 0 |    |   |
| Andrey Shkurin        | 1972-03-03 | Tobol Kostanay         | 1 | 1 | 0 |    |   |
| Oleg Lotov            | 1975-11-21 | Tobol Kostanay         | 1 | 0 | 0 |    |   |
| Igor Soloshenko       | 1979-05-22 | Sjachtjor Karaganda    | 1 | 0 | 0 |    |   |
| Sergey Kozulin        | 1980-09-09 | FK Ordabasy Şımkent    | 0 | 1 | 0 |    |   |
| Maksim Samchenko      | 1979-05-05 | FK Aktobe              | 0 | 1 | 0 |    |   |
| Middenveld            |            |                        |   |   |   |    |   |
| Andrey Karpovich      | 1981-01-18 | Kairat Almaty          | 8 | 0 | 2 | 14 | 2 |
| Roeslan Baltiev       | 1978-09-16 | FK Moskou              | 4 | 1 | 1 |    |   |
| Yuriy Aksenov         | 1973-08-11 | Kairat Almaty          | 3 | 1 | 1 |    |   |
| Maksim Nizovtsev      | 1972-09-09 | Tobol Kostanay         | 3 | 1 | 0 |    |   |
| Anton Chichulin       | 1984-10-27 | Zhenis Astana          | 3 | 0 | 0 |    |   |
| Jevgeni Lovtsjev      | 1975-08-06 | Kairat Almaty          | 3 | 0 | 0 |    |   |
| Andrey Bogomolov      | 1977-04-11 | Kairat Almaty          | 2 | 0 | 0 |    |   |
| Daniyar Mukanov       | 1976-09-26 | Tobol Kostanay         | 1 | 2 | 0 |    |   |
| Kairat Nurdauletov    | 1982-11-06 | Irtysh Pavlodar        | 1 | 1 | 0 |    |   |
| Vitaliy Abramov       | 1974-07-12 | Uralan Elista          | 1 | 0 | 0 |    |   |
| Maksim Zhalmagambetov | 1983-07-11 | Zhenis Astana          | 1 | 0 | 0 |    |   |
| Dias Kamelov          | 1981-05-29 | Irtysh Pavlodar        | 0 | 2 | 0 |    |   |
| Denis Rodionov        | 1985-07-26 | FC Atıraw              | 0 | 2 | 0 |    |   |
| Maksim Shevchenko     | 1980-03-27 | Zhetysu Taldykorgan    | 0 | 2 | 0 |    |   |
| Sergey Kostyuk        | 1978-11-30 | FC Atıraw              | 0 | 1 | 0 |    |   |
| Aanval                |            |                        |   |   |   |    |   |
| Alibek Buleshev       | 1981-09-04 | Kairat Almaty          | 4 | 2 | 0 |    |   |
| Nurbol Zhumaskaliev   | 1981-05-11 | Tobol Kostanay         | 3 | 1 | 2 |    |   |
| Rafael Urazbakhtin    | 1978-11-20 | FK Aktobe              | 2 | 1 | 0 |    |   |
| Roman Oezdenov        | 1979-03-10 | Anzji Machatsjkala     | 1 | 1 | 1 |    |   |
| Valeriy Garkusha      | 1977-03-14 | Tobol Kostanay         | 1 | 0 | 0 |    |   |
| Arsen Tlekhugov       | 1976-11-03 | Kairat Almaty          | 1 | 0 | 0 |    |   |
| Murat Tleshev         | 1980-04-18 | Irtysh Pavlodar        | 1 | 0 | 0 |    |   |
| Andrey Finonchenko    | 1982-06-21 | Sjachtjor Karaganda    | 0 | 2 | 1 |    |   |
| Evgeniy Lunev         | 1976-04-26 | Zhenis Astana          | 0 | 1 | 1 |    |   |

KFF · A-internationals · Bondscoaches · Statistieken · Kazachs vrouwenelftal · Olympisch elftal · Kazachstan U21 · Kazachstan U20 · Kazachstan U19 · Kazachstan U18 · Kazachstan U17
1992 – 1999 · 2000 – 2009 · 2010 – 2019 · 2020 – 2029
1992 · 1993 · 1994 · 1995 · 1996 · 1997 · 1998 · 1999 · 2000 · 2001 · 2002 · 2003 · 2004 · 2005 · 2006 · 2007 · 2008 · 2009 · 2010 · 2011 · 2012 · 2013 · 2014 · 2015 · 2016 · 2017 · 2018 · 2019 · 2020 · 2021 · 2022 · 2023 ·
2024 · 2025
Albanië ·
Andorra ·
Armenië ·
Azerbeidzjan ·
Bahrein ·
België ·
Bosnië en Herzegovina ·
Bulgarije ·
Burkina Faso ·
China ·
Curaçao ·
Cyprus ·
Denemarken ·
Duitsland ·
Engeland ·
Estland ·
Faeröer ·
Finland ·
Frankrijk ·
Georgië ·
Griekenland ·
Hongarije · 
Ierland ·
IJsland ·
Irak ·
Iran ·
Japan ·
Jordanië ·
Kirgizië ·
Koeweit ·
Kroatië ·
Laos ·
Letland ·
Libanon ·
Libië ·
Liechtenstein ·
Litouwen ·
Litouwen ·
Luxemburg ·
Malta ·
Moldavië ·
Montenegro ·
Nederland ·
Nepal ·
Noord-Ierland ·
Noord-Korea ·
Noord-Macedonië ·
Noorwegen ·
Oekraïne ·
Oezbekistan ·
Oman ·
Oostenrijk ·
Pakistan ·
Palestina ·
Polen ·
Portugal ·
Qatar ·
Roemenië ·  
Rusland ·
San Marino ·
Saoedi-Arabië ·
Schotland ·
Servië ·
Singapore ·
Slovenië ·
Slowakije ·
Syrië ·
Tadzjikistan ·
Thailand ·
Tsjechië ·
Turkmenistan ·
Turkije ·
Verenigde Arabische Emiraten ·
Vietnam ·
Wales ·
Wit-Rusland ·
Zuid-Korea ·
Zweden